# 渡鸦 (DC漫画)
渡鸦（英語：Raven，也译作瑞雯、酷姬）是一名出现于DC漫画的虚构超级英雄角色。标识性服饰是一件带兜帽的斗篷。首次登场于《DC Comics Presents》#26（1980年10月）的特别预览中，由马文·沃尔夫门和乔治·佩雷斯创作。渡鸦的父亲是恶魔特力貢，母亲是人类阿莱莉娅。

## 角色传记
渡鸦的父亲是异次元恶魔特力貢，母亲是出生高譚市的安琪拉·羅斯（英語：Angela Roth），又称为阿莱莉娅（英語：Arella）。安琪拉·羅斯在遭特力貢强暴后生下了瑞秋·羅斯。

## 其他媒体

### 真人影集
- 《泰坦》：由蒂根·卡芙特飾演渡鴉。

### 电视动画
- 《少年泰坦》：由塔拉·史壯（Tara Strong）配音。
- 《新少年泰坦（英语：DC Nation Shorts）》：由塔拉·史壯（Tara Strong）配音。
- 《少年泰坦 GO！》：由塔拉·史壯（Tara Strong）配音。

### 动画电影
- 2006年動畫電影《少年泰坦：东京危机》：由塔拉·史壯配音。[1]
- 2016年動畫電影《正义联盟大战少年泰坦》：由泰莎·法蜜嘉配音。剧中的反派是渡鸦的父亲特力貢。特力貢控制了正义联盟成员的身体，并要挟渡鸦打开通向地球的传送门，妄图摧毁地球。[2]
- 2017年動畫電影《少年泰坦：猶大契約》由泰莎·法蜜嘉配音。
- 2018年動畫電影《電影少年悍將GO！》由塔拉·史壯配音。
- 2019年動畫電影《少年悍將GO！大戰少年悍將》由塔拉·史壯配音。
- 2020年動畫電影《黑暗正義聯盟：天启星戰爭》中，由泰莎·法蜜嘉配音。

### 电子游戏
- 《少年泰坦（英语：Teen Titans (console game)）》：由塔拉·史壯（Tara Strong）配音。
- 《DC 超级英雄 Online》
- 《不义联盟：人间之神》：由塔拉·史壯（Tara Strong）配音。特力貢会出现在渡鸦的超级攻击中。[3]
- 《乐高蝙蝠侠3：飛越高譚市》：渡鸦是下载包《Heroines and Villainesses Character Pack》中的一个追加角色。[4]
- 《乐高次元（英语：Lego Dimensions）》